# По пояс в небе
По пояс в небе — четвертий студійний альбом російського рок-музиканта Миколи Носкова.

## Про альбом
Микола подорожував по світу в пошуках потрібного музичного інструменту для запису нового альбому, але знайшов в Башкирії тросніковую флейту Курай. Виконував партії народний артист Башкирії Роберт Юлдашев, який до Носкова грав в піснях інших артистів як Гарик Сукачов. Коли він був в Тибеті в паломницьких місцях, він побачив напис і красивий храм, саме ці місця надихнули створити пісню По пояс в небе. За словами поета Даміра Якубова були початкові назви як Стою в снегу (По пояс в небе) і Я запомнил (Зачем).

## Перелік пісень
1. По пояс в небе
2. А на меньшее я не согласен
3. Я не верю
4. Побудь со мной
5. Зачем
6. Тальяночка
7. Любовь и еда
8. Иду ко дну
9. Фенечка
10. Спасибо